# Sophia Marx
Sophia Marx, na haar huwelijk ook bekend als Sophia Schmalhausen-Marx (Trier, 13 november 1816 - Düren, 29 december 1886) was een zus van Karl Marx. Dankzij Sophia Marx en haar nazaten, zijn er brieven en poëziealbums bewaard gebleven en toegevoegd aan archieven in Nederland (IISG) en Moskou. Door die correspondentie en albums zijn de familiebanden van Karl Marx met zijn Nederlandse familie leden veel meer in kaart gebracht. De brieven werden in 1997 gepubliceerd door J. Gielkens: ‘Was ik maar weer in Bommel’, Karl Marx en zijn Nederlandse verwanten.

## Leven
Sophia Marx, ook wel Sophie genoemd, was het tweede kind van Heinrich Marx (1777-1838) en Henriette Presburg. Ze bracht haar jeugd door in Trier en was de oudere zus van Karl Marx. Marx was de vertrouwelinge van haar broer en van Jenny von Westphalen.
Op 12 juni 1842 trouwde zij met Willem Robert Schmalhausen (Vaals, 17 januari 1817 - Maastricht, 1 november 1862). Schmalhausen was procureur. Na haar huwelijk verhuisden zij naar Maastricht en daar kregen zij vier kinderen. 
Marx en Robert Schmalhausen woonden in Maastricht onder andere aan het Hof van Slijpe op de Bouillonstraat. Op nummer 8 woonden de ouders en een aantal zussen van Schmalhausen. Schmalhausen betrok het gedeelte op nummer 10 en runde zijn advocatenpraktijk vanuit daar. Schmalhausen en Marx stonden in Maastricht bekend als "eenvoudige burgers" die behulpzaam waren naar behoeftigen.
Vanuit Maastricht onderhielden Marx, haar man, en haar kinderen contact met Karl Marx en zijn gezin. Uit brieven uit 1847 blijkt dat Schmalhausen Marx adviseerde over zaken met betrekking tot de nalatenschap van zijn vader. Dochter Carolina en Bertha bezochten de familie Marx in Londen. 
Op jonge leeftijd werd Marx weduwe. Schmalhausen was 45 jaar oud toen hij overleed op 1 november 1862. De kinderen waren tussen de 5 en 19 jaar oud. Marx verhuisde met haar kinderen naar andere adressen in Maastricht: onder andere de Wolfstraat, Markt en Tongersestraat. Rond 1866 huurde zij een deel van het woonhuis op Grote Gracht 60 bij August en Hélene Marres-Ceulen, van Brouwerij Marres-Ceulen.
Dochter Henriette en zoon Benno emigreren voor lange tijd naar Batavia. Dochter Bertha ging naar Zaltbommel en dochter Caroline woonde enige tijd in Rotterdam. Marx woont ook nog enige tijd in Leiden met haar dochter Caroline en kleindochter Sophia. Daarna verbleven zij met z'n drieën ook enige tijd in Maastricht. 
Sophia werd ziek en werd in november 1883 naar de "Provinzial-Irrenanstalt" in Düren gebracht waar zij op 29 december 1886 overleed.. Sophia Marx werd 70 jaar oud.

## Plaquette
In 1983 werd een plaquette geplaatst op haar voormalige woning in de Boullionstraat in Maastricht, ter herinnering aan het verblijf van Karl Marx van 19 maart tot 7 april 1865. Deze plaquette is niet op de juiste woning geplaatst. Marx was op dat moment al weduwe en woonde in die tijd op Markt 1. Karl Marx bracht op dat moment zijn nichtje Caroline terug na haar bezoek aan de familie Marx in Londen.
Er is nog sprake van twee andere bezoeken van Marx aan zijn zus. In een artikel van de Limburgse Courier op 24 april 1875 wordt gesproken over een bezoek van Karl Marx aan zijn zus 'een zeer geachte dame alhier'.

## Kinderen van Sophie en Robert Schmalhausen-Marx
- Henriette (Jeltje) Schmalhausen (geboren op 4 mei 1843 in Maastricht, overleden op 8 december 1920 in Den Haag), trouwde met August Schill (1840-1915) en heeft enige tijd op Batavia gewoond.
- Caroline (Lina) Schmalhausen, vermoedelijk vernoemd naar het zusje van Sophie en Karl, (geboren op 13 mei 1846 in Maastricht, overleden op 6 september 1927 in Bussum), gehuwd met Jan Peter Smith, 1e luitenant bij het corps mariniers (1837-1884, gevallen bij de Slag om Atchin). Caroline gaf later Eleanor Marx de beroemde brief van Marx aan zijn vader van 10-11 november 1837 voor publicatie.[9] Daarnaast heeft zij via haar neef Christianus Johannus Anthonius (Tonny) Schmalhausen (1886-1741) meerdere brieven met familie nagelaten.
- Bertha Schmalhausen (geboren op 7 november 1852 te Maastricht, overleden op 8 november 1922 te Zaltbommel), gehuwd met Leonard van Anrooij (1849-1923).
- Henri Eduard Benno Schmalhausen (geboren op 12 mei 1857 te Maastricht, overleden op 23 februari 1906 te Apeldoorn), assistent resident in Indonesië en schrijver. Gehuwd (in Indonesië) met Odilia Bruijn van Rozenburg (1865-1939).